# Kjersti Scheen
Kjersti Scheen född 17 augusti 1943 i Oslo, är en norsk författare, bildkonstnär, illustratör, översättare och journalist. 
Scheen är utbildad vid Statens håndverks- og kunstindustriskole. Hon har arbetat som illustratör sedan 1964, och har fått mottaga flera priser för sitt arbete. Under perioden 1970-1980 arbetade hon som journalist för tidningen Friheten. Hon debuterade litterärt 1976 med bilderboken Fie og mørket, som gav henne Kultur- och kyrkodepartementets priser för barn- och ungdomslitteratur. Hon har efter det utgivit prisbelönade barnböcker, romaner, ungdomsböcker och kriminalromaner. 
Som kriminalförfattare för vuxna är Scheen känd för böckerna om den lätt försoffade privatdetektiven Margaret Moss.
Scheens böcker har översatts till flera språk.